# Schaichtal
Das Naturschutzgebiet Schaichtal liegt an der Grenze der Regierungsbezirke Tübingen und Stuttgart in den vier Landkreisen Tübingen, Reutlingen, Esslingen und Böblingen. Es wurde am 23. Februar 1995 vom Regierungspräsidium Tübingen durch Verordnung ausgewiesen.

## Lage
Das Naturschutzgebiet Schaichtal liegt an der Grenze der Regierungsbezirke Tübingen und Stuttgart zwischen dem Betzenberg und dem Schaichberg auf dem Gebiet der Gemeinden Waldenbuch (Landkreis Böblingen), Aichtal, Altenriet und Schlaitdorf (Landkreis Esslingen), Dettenhausen (Landkreis Tübingen) und Walddorfhäslach (Landkreis Reutlingen). Es gehört zum Naturraum Schönbuch und Glemswald im Schwäbischen Keuper-Lias-Bergland. Es erstreckt sich von Dettenhausen im Westen bis Neuenhaus im Osten über etwa acht Kilometer und umfasst das Tal der Schaich mit einigen Klingen.

## Schutzzweck
Der Schutzzweck ist laut Schutzgebietsverordnung „die Sicherung und Optimierung eines bis heute von baulichen Maßnahmen größtenteils verschont gebliebenen typischen und landschaftlich reizvollen Bachtals des Schönbuchs mit seiner offenen, reich strukturierten Aue, die noch einen kleinräumigen Wechsel von Wiesen und Brachen mit von Gehölzen begleiteten Bachläufen aufweist, umgeben von Waldhängen mit Quellbächen und Schluchtwaldfragmenten.“

## Landschaftscharakter
Der Charakter des Schutzgebiets wird durch das Tal der Schaich bestimmt. Die Talhänge sind bewaldet. im Talgrund finden sich einzelne offene Feuchtbiotope, wie Nass- und Feuchtwiesen, Seggenriede und Hochstaudenfluren.

## Flora und Fauna
Im Schaichtal kommen zahlreiche schützenswerte Pflanzen vor, darunter der Teufelsabbiss (Succisa pratensis), die Prachtnelke (Dianthus superbus), das Breitblättrige Knabenkraut (Dactylorhiza majalis), das Helm-Knabenkraut (Orchis militaris), die Echte Kugelblume (Globularia elongata), der Fransenenzian (Gentianella ciliata), das Kleine Knabenkraut (Orchis morio), das Brand-Knabenkraut (Orchis ustulata), die Ästige Graslilie (Anthericum ramosum) und die Büschelnelke (Dianthus armeria). Außerdem kommt die FFH-Art Grünes Besenmoos im Gebiet vor.
Unter den Tierarten sind insbesondere die nach der FFH-Richtlinie streng geschützten Arten Groppe, Bachneunauge, Gelbbauchunke, Bauchige Windelschnecke, Spanische Flagge und Dunkler Wiesenknopf-Ameisenbläuling zu erwähnen. Des Weiteren kommen acht Amphibienarten, zehn Libellenarten (darunter die Gestreifte Quelljungfer), 47 Schneckenarten, darunter 9 aus der Roten Liste, sowie 16 Heuschreckenarten und 61 Laufkäfer-Arten vor.

## Zusammenhängende Schutzgebiete
Das Naturschutzgebiet ist Teil des FFH-Gebiets Schönbuch und des Vogelschutzgebiets Schönbuch. Es ist von vier Landschaftsschutzgebieten umgeben.